# 重野安繹
重野 安繹（しげの やすつぐ、1827年11月24日（文政10年10月6日） - 1910年（明治43年）12月6日）は、江戸時代末期から明治初期に活躍した漢学者、歴史家。日本で最初に実証主義を提唱した日本歴史学研究の泰斗、また日本最初の文学博士の一人。通称は厚之丞。字は子徳、号は成斎、曙戒軒鞭。安繹は「あんえき」とも。

## 経歴
1827年、薩摩国鹿児島郡鹿児島近在坂元村生まれ。
1839年（天保10年）、薩摩藩の藩校・造士館に入学。
1848年（嘉永元年）、江戸・昌平黌の生徒になり、塩谷宕陰、安井息軒などの教えを受ける。
1857年（安政3年）に薩摩に帰郷するが、同僚の金の使い込みにより奄美大島に遠島処分にされ、その先で西郷隆盛と出会った。1863年（文久3年）に赦免されて薩摩に戻り、翌1864年（元治元年）に造士館史局主任に就任、島津久光の命により『皇朝世鑑』を著す。
岩下方平らとともに薩英戦争の戦後処理に辣腕を発揮し維新後は外務職を勧められたが学界に進んだ。1868年（明治元年）に大坂に移り、私塾成達書院を開いた。成達書院の門下生に岩崎弥之助がいる。
1871年（明治4年）に上京し、1875年（明治8年）以降太政官正院修史局・修史館にて修史事業に関わった。1879年（明治11年）、帝国学士院会員。1881年（明治14年）、『大日本編年史』編纂に参加した。清代考証学派に範をとる歴史学方法論を主張、これに基づき児島高徳の実在や楠木正成の逸話を否定し「抹殺博士」の異名をとった。しかしこのような主張は川田甕江ら国学系・水戸学系歴史学者との対立を激化させ、のちの久米邦武筆禍事件の原因の一つとなった。
この間、1879年（明治12年）の東京学士会院創設とともに会員となり、漢文訓読を廃し音読による中国語教育の水準向上を主張した。また同年来日した清国の洋務派知識人の王韜との交遊を契機に、翌年結成された日本最初の本格的アジア主義団体・興亜会に参加した。
1888年（明治21年）、帝国大学文科大学（のちの東京帝国大学文学部）教授に就任、その翌年には「史学会」初代会長に就任。
1889年（明治22年）近代実証史学の立場から『赤穂義士実話』を著す。それまであった赤穂浪士・寺坂信行逃亡説の証拠を論破し、逆に彼が討入に参加した証となる史料を提示した。それ以来、寺坂逃亡説は口にする者が減ったとされる。
1890年（明治23年）、星野恒・久米邦武と共に『国史眼』を執筆。同年9月29日には貴族院勅選議員となった。しかし1892年（明治25年）の久米邦武筆禍事件の影響で重野は翌年に帝大教授を辞職、修史事業も中止された。
1902年（明治35年）3月24日、錦鶏間祗候となる。1910年（明治43年）、83歳で没。墓所は東京都台東区の谷中霊園。

## 家族・親族
養女の尚は大久保利通の長男・利和に嫁ぐ。長女の安は下啓助に嫁ぐ。
夫人はきく子、長男は紹一郎という。
祖父の新左衛門は、長男の太兵衛（安繹の父）が家業の商売に努めなかったことから資産を分けて別居させ、二男の新兵衛（重野安居の父）に家督を継がせたという。母は弓削氏。

## 人物
小柄だが、身だしなみにうるさく、頭髪や髭も白髪混じりを良しとせず、しばらく染めていた。また、弁がたち、訛りの多い薩摩弁を避けていたが、訛りは抜けなかった。演説する場合は、人名、地名、年代、数字などを記したものを講演後に必ず速記者に渡した。隠居を嫌い、100歳まで生きるつもりで日々衛生に心がけていた。24歳より冷水養生法を毎朝実行し、老人になってからも健康で目も耳もよく、眼鏡なしでも7号の活字が読めた。また、冷水養生法の前に4kmの散歩も日課としていた。

## 栄典
位階
- 1886年（明治19年）11月16日 - 正五位[10]
- 1894年（明治27年）5月21日 - 正四位[11]

勲章等
- 1888年（明治21年）12月26日 - 勲五等瑞宝章[12]
- 1889年（明治22年）
  - 11月25日 - 大日本帝国憲法発布記念章[13]
  - 12月27日 - 勲四等瑞宝章[14]
- 1899年（明治32年）12月27日 - 勲三等瑞宝章[15]

## 著書
著書に、『成斎文初集』『成斎文二集』『成斎先生遺稿』があり、『重野博士史学論文集』全3巻補巻1冊も刊行されている。また、書状等が坂口筑母によって『重野成斎宛諸家書状』『稿本・重野成斎伝』としてまとめられ、国立国会図書館に所蔵されている。
- 『赤穂義士実話』（西村天囚筆記） 大成館 1889年
- 『稿本国史眼』 巻之1-7 久米邦武・星野恒共編 大成館 1890年
- 『教育勅語衍義』 小林喜右衛門 1892年
- 『帝国史談』 冨山房 1896年
- 『支那疆域沿革図』 河田羆共著 冨山房 1896年
- 『成斎文集』 冨山房 1898年
- 『大日本維新史』 善隣訳書館 1899年
- 『万国史綱目』 勧学会 1902年
- 『国史総覧稿』 静嘉堂文庫 1906年
- 『薩藩史談集』（小牧昌業共編） 求信堂 1912年
- 『成斎先生遺稿』全15巻 松雲堂書店 1926年
- 『重野博士史学論文集』 上中下巻 雄山閣 1938 - 1939年

## 関連文献
- 花房吉太郎, 山本源太 編『日本博士全伝』p4‐6 「文学博士 重野安繹君」,博文館,1892. 国立国会図書館デジタルコレクション
- 西村天囚「成斎先生行状資料」 『重野博士史学論文集』上 雄山閣、1938年
- 大久保利謙編 『重野博士史学論文集』補巻 名著普及会、1989年
- 関幸彦 『ミカドの国の歴史学』 新人物往来社、1994年 ISBN 4404021011